# 恵庭市立恵み野小学校
恵庭市立恵み野小学校（えにわしりつ めぐみのしょうがっこう）は、北海道恵庭市恵み野南に所在する公立小学校。
児童 314名（2024年現在）

## 概要
恵み野小学校の周辺一帯は、1979年から恵庭ニュータウン恵み野として宅地開発された住宅地であり、学校の北側に広大な公園恵み野中央公園があり、西側には1983年に開園した恵み野幼稚園がある。校舎は三階建ての鉄筋コンクリート造で、1989年にプレハブ校舎2棟が増築されたが、2006年に撤去され一部のプレハブ廊下が給食積み下ろし口として面影を少し残している。2004年1月16日、柏小学校から言語障害通級指導教室（通称：ことば教室）を恵み野小学校に移設。ことば教室では児童によって通学期間や指導内容などが異なり、児童に合った教育をしている。

## 沿革

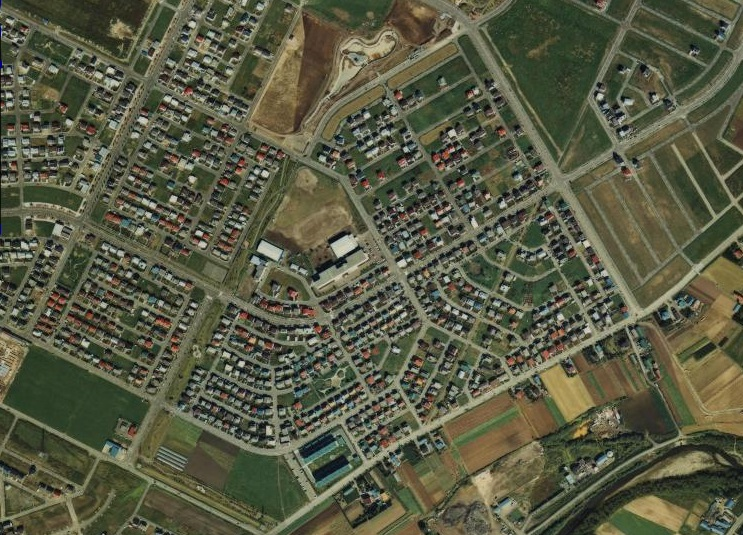
恵み野小学校の周辺（1986年）
国土地理院地図を基に作成

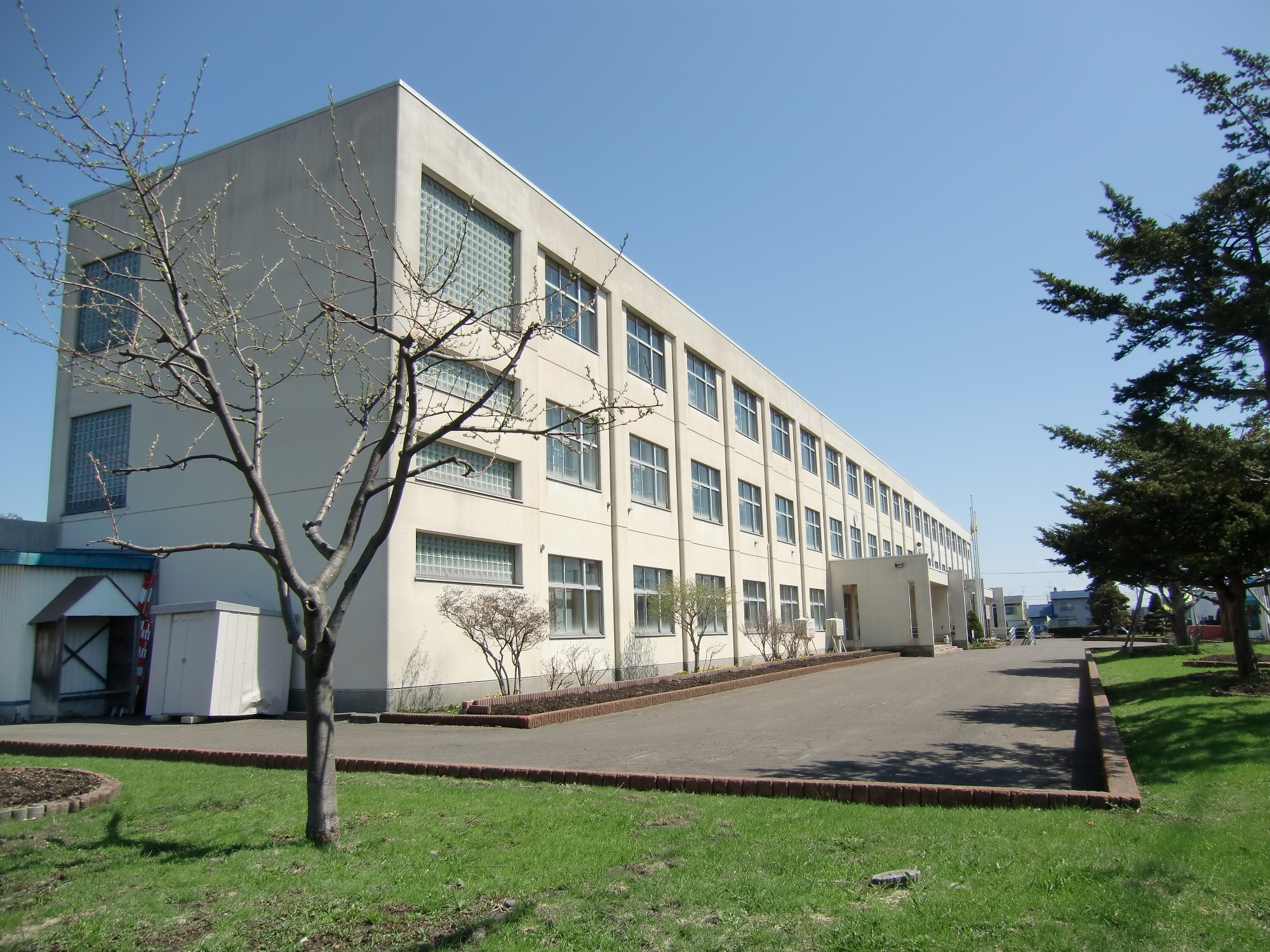
画像左にある、当時のプレハブ校舎（2006年撤去）の廊下だけが残されている。現在は給食積み下ろし口として利用されている。（2013年）

1979年から新興住宅地「恵み野」の広大な宅地開発により人口が増加し、年々児童が増加していく中、若草小学校から分離独立する形で、1982年に市内7番目の新設校として児童248名（7学級）で開校した。恵み野の宅地開発によって児童が増加に対応いくため、1983年に第二期校舎増築（普通教室6、保健室、児童西玄関など）、体育館が完成、1985年に第三期校舎増築（普通教室6、図書室、視聴覚室、会議室など）が完成し大規模な校舎増築工事を行った。1989年は児童975名に増え音楽室・図書室・視聴覚室・保健室などの特別教室の殆どが普通教室に転用・改修され、教室不足に陥ることになり一階建てのプレハブ校舎を2棟増築したりして対応していた。更に宅地開発が進み、1990年には児童1,095名が更に増え続け1,149名（30学級）まで膨れ上がった。増改築を繰り返していたが児童数の増加に校舎が対応出来なくなり、恵庭市は恵み野第二小学校の新設を決定した。1991年に恵庭市立恵み野旭小学校と分離独立した。恵み野南・恵み野西の児童は恵み野小学校、恵み野東・恵み野北の児童が新設された恵み野旭小学校へと分かれる形となった。1996年と1999年に空き教室を利用して特殊教育学級を新設。2013年に恵み野駅西口土地区画整理事業により開発された恵み野里美地区を通学区域に編入した。
年表
- 1981年（昭和56年）- 市議会において新設校を設置可決、第一期校舎建築工事着工[5]。
- 1982年（昭和57年）- 第一期校舎建築工事完成、恵庭市立恵み野小学校開校[2]。
- 1983年（昭和58年）- 第二期校舎増築工事、体育館が完成[5]。
- 1985年（昭和60年）- 第三期校舎増築工事、プールが完成[5]。
- 1988年（昭和63年）- 校舎改築工事（間仕切り普通教室4）[5]
- 1989年（平成元年）- 校舎増改築工事（音楽室・多目的室のプレハブ増設、間仕切り普通教室2、図書室の普通教室転用）[5]
- 1990年（平成2年）- 間仕切り教室2学級分、視聴覚室と保健室の普通教室に転用工事[2]。
- 1991年（平成3年）- 恵み野旭小学校と分離。プレハブの一部撤去[5]。
- 1996年（平成8年）- 特殊教育学級（肢体不自由）新設[5]。
- 1999年（平成11年）- 特殊教育学級（知的・情緒）新設[5]。
- 2000年（平成12年）- スキー学習を開始[2]。
- 2004年（平成16年）- 柏小学校から「ことば教室」を移設[3]。
- 2005年（平成17年）- 西玄関を多目的広場に改修[2]。
- 2006年（平成18年）- プレハブ校舎解体完了[2]。
- 2007年（平成19年）- ビオトープ完成[2]。
- 2013年（平成25年）- 恵み野里美地区を通学区域に編入[5]。
- 2020年（令和2年）- 老朽化により水泳プール使用中止[2]。

## 教育目標
よりすこやかな心身の成長をめざし、進んで学び創り出していく子どもに育てる
- たのしく（創造）
- なかよく（協力）
- たくましく（健康）

## 学校行事
学校行事は以下の通り。
- 4月 - 前期始業式、入学式
- 5月 -
- 6月 - 運動会
- 7月 - 宿泊学習（5年）、体験学習1（3年）、夏季休業
- 8月 - 体験学習（ひまわり学級）
- 9月 - 体験学習（1年、4年）、芸術鑑賞、体験学習2（3年）、修学旅行（6年）、
- 10月 - 体験学習（2年）、前期終業式、秋季休業、後期始業式
- 11月 - 学芸発表会
- 12月 - 冬季休業
- 1月 -
- 2月 - 中学校入学説明会（6年）
- 3月 - 6年生送る会、卒業式、修了式、学年末休業

## 通学区域
通学区域は以下の通り。
- 恵み野西
- 恵み野南
- 恵み野里美
- 南島松（817-841番地）
- 西島松（438-441番地）

## 進学先中学校
- 恵庭市立恵み野中学校[9]

## 交通アクセス
鉄道
- JR千歳線恵み野駅より徒歩13分

バス
- えにわコミュニティバス（ecoバス）循環A・Bコース「恵み野南2丁目」停留所下車、徒歩5分[10]

## 画像

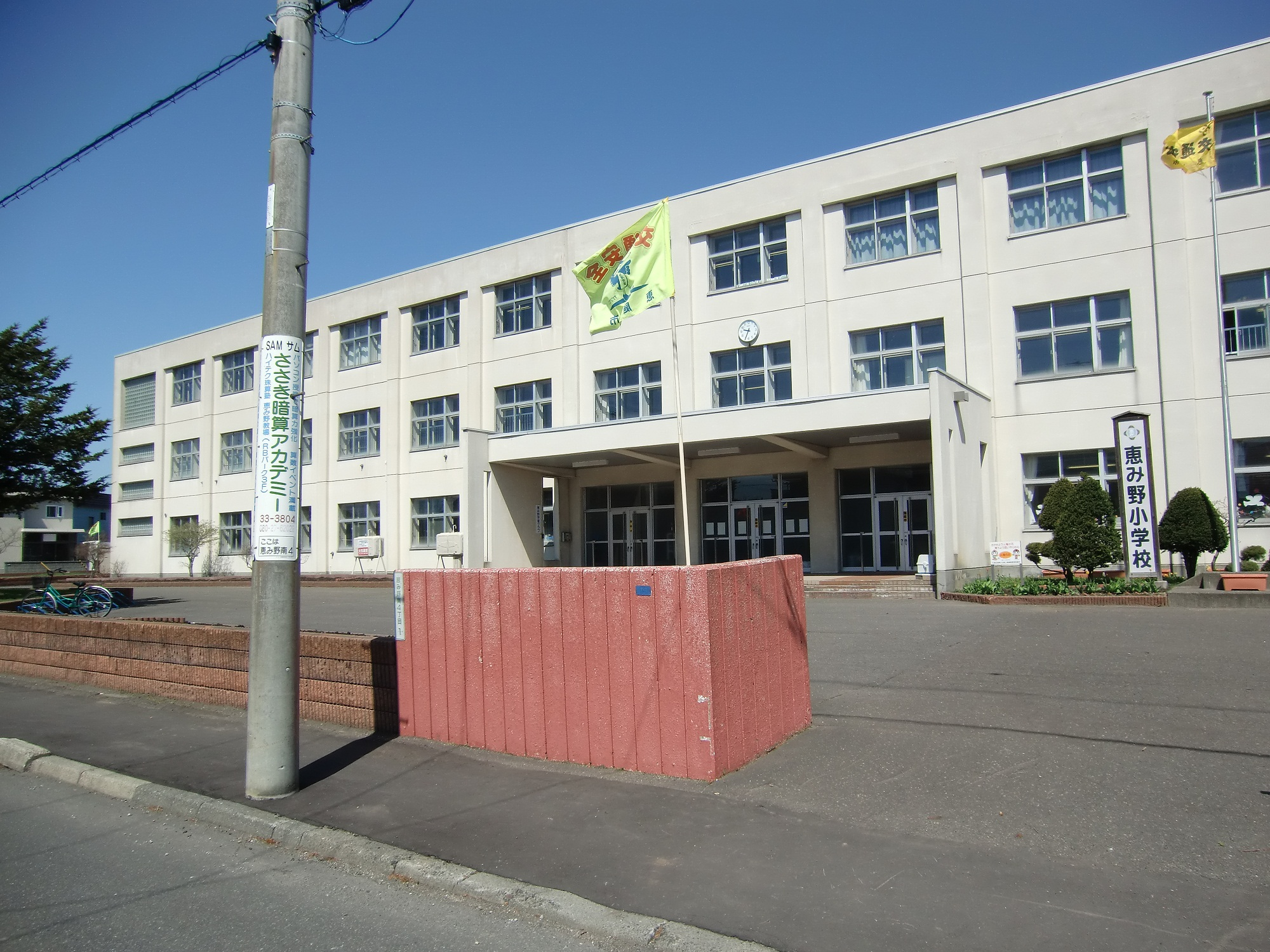
西玄関(2013年5月)
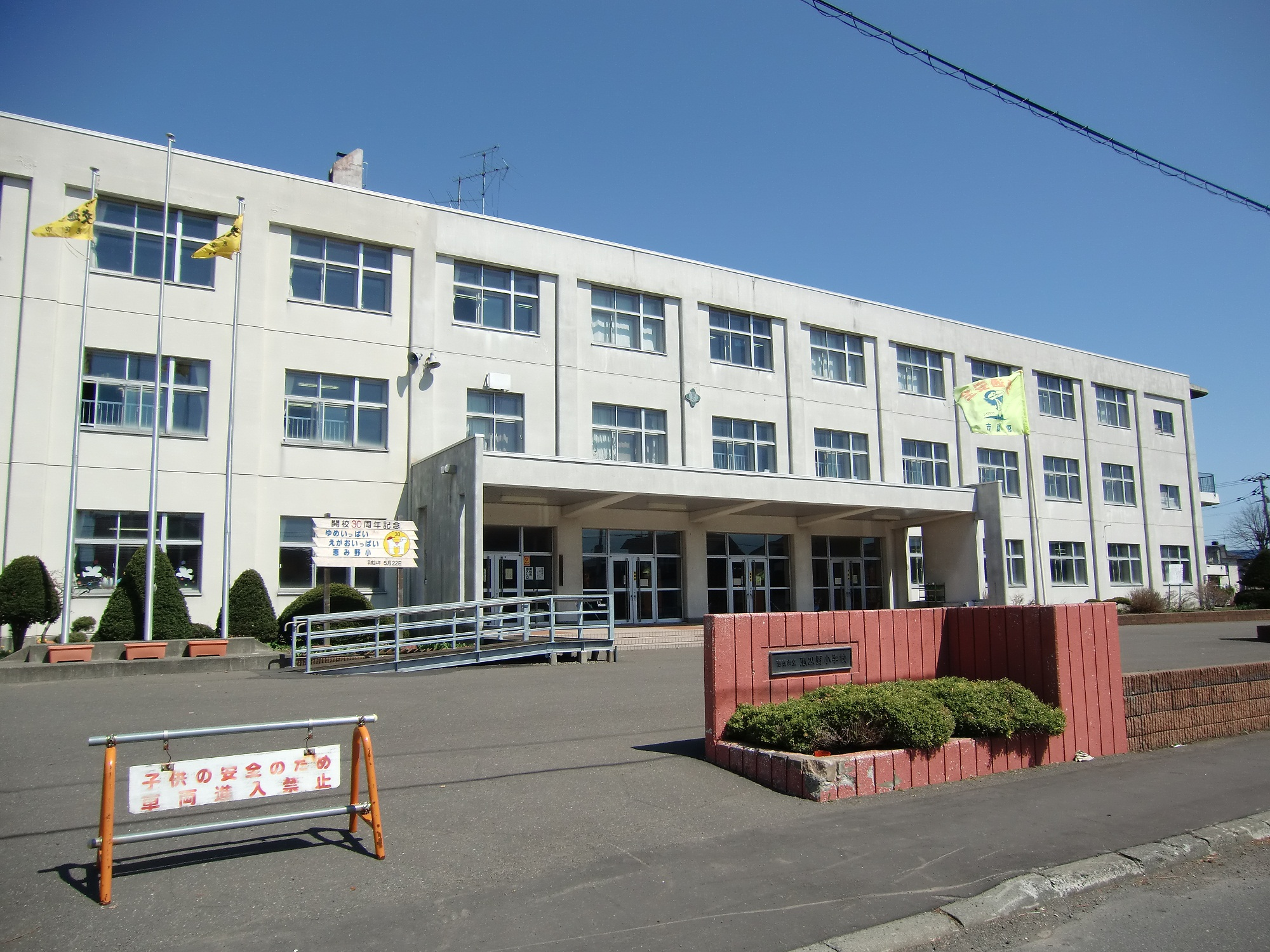
東玄関(2013年5月)
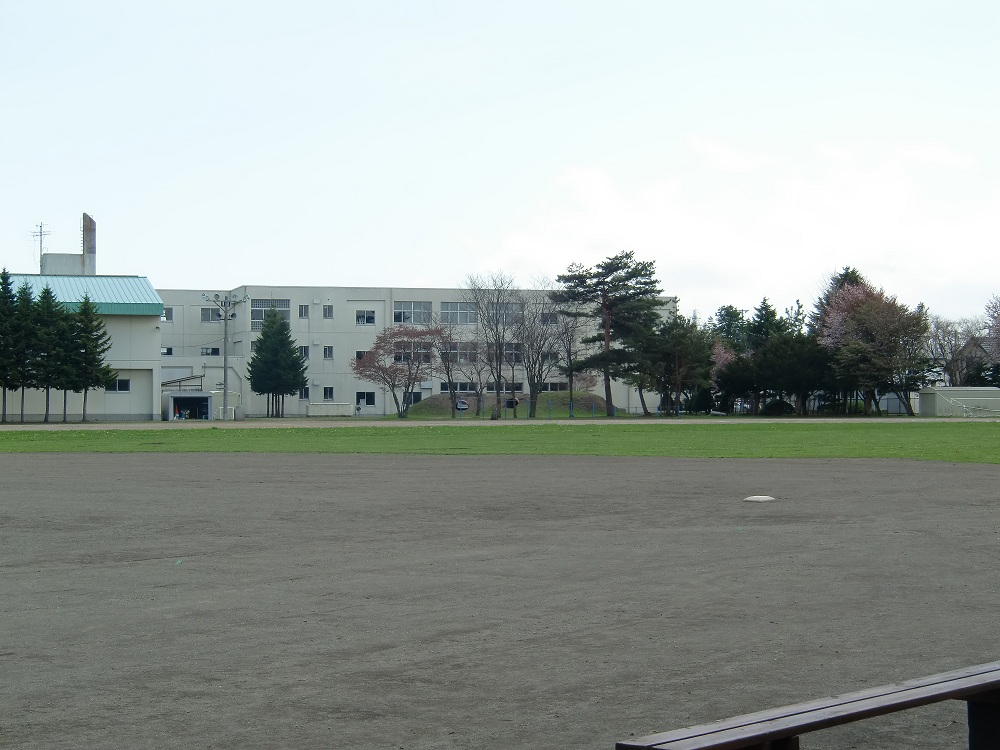
グラウンド（2013年5月）
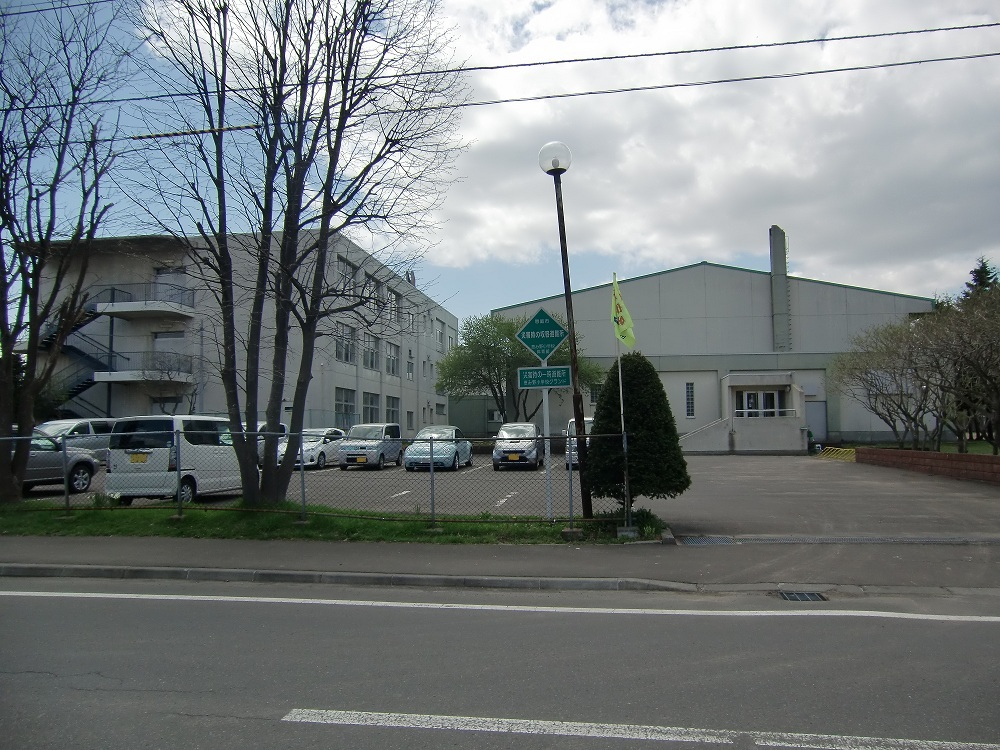
体育館（2013年5月）